# Cappella della Santissima Trinità a Pratolungo
La cappella della Santissima Trinità a Pratolungo è un edificio religioso situato nel comune di Sorano, presso la fattoria di Pratolungo della frazione di San Valentino.

## Storia
La piccola chiesa fu costruita nel XVIII secolo, quasi certamente verso la fine del secolo, all'interno del podere granducale di Pratolungo, che proprio durante quel periodo si era ampliato ed aveva visto svilupparsi la fattoria disposta su tre lati. La cappella venne edificata lungo il lato aperto settentrionale, a parziale chiusura dell'angolo nord-occidentale del complesso rurale.
Il borgo rurale e la cappella vennero venduti in seguito dai granduchi alla famiglia Bianchi, che rimase in possesso del complesso fino a tutto il XIX secolo. Agli inizi del secolo successivo l'intero complesso fu ceduto ai Finetti Piccolomini, rimanendo anche in seguito di proprietà privata.

## Descrizione
La cappella della Santissima Trinità a Pratolungo si presenta come un semplice edificio religioso a pianta rettangolare, che chiude perpendicolarmente l'estremità settentrionale del lato corto occidentale della fattoria.
La cappella si trova in posizione rialzata rispetto alla corte del podere, il cui dislivello è colmato da una coppia di gradini che conducono al portale d'ingresso rettangolare che si apre al centro della facciata principale anteriore. Le strutture murarie esterne risultano pressoché ovunque rivestite in intonaco, mentre all'interno dell'edificio religioso, ad aula unica, spicca la presenza di un altare marmoreo realizzato durante i lavori di ristrutturazione effettuati negli anni ottanta del XX secolo.